# Циклаури, Мариам
Мариам Циклаури (груз. მარიამ წიკლაური) род. 18 марта 1960, Тбилиси, Грузинская ССР, СССР) ―  грузинская поэтесса, детская писательница, переводчик, лауреат Гала-литературной премии.

## Биография
Мариам Циклаури родилась 18 марта 1960 года в Тбилиси, Грузия. В 1983 году окончила Тбилисский государственный университет по специальности химик. После университета работала учителем, а также редактором в различных издательствах. Также она работает куратором проекта «Живая библиотека» Министерства культуры Грузии.
Мариам Циклаури ― одна из учредителей Фонда развития детской литературы ― «Libo». Она также является автором грузино-английской антологии грузинских женщин-поэтов, в которую вошли стихи 32 грузинских авторов-женщин. Ее стихи переведены на литовский, английский, немецкий, шведский, украинский, итальянский, русский, армянский, чешский, словацкий и польский языки.
Произведения Мариам Циклаури включены в различные сборники, антологии, учебники. Её стихи, переводы, письма, очерки систематически публикуются в литературных периодических изданиях.
Мариам Циклаури живет в Тбилиси, замужем, двое детей.

## Награды и премии
- Гран-при литературного конкурса им. Шотаобы, специальный приз Сандры Рулофс за стихотворение «Золотая рыбка», 2009 г.
- Премия Маквалы Мревлишвили за плодотворную работу в области детской литературы, 2010 г.
- Приз Второго фестиваля детской книги за авторство лучшей детской книги года («Стихи-раскраски», ИД «Познание»), 2010 г.
- Приз конкурса женской поэзии «Хварамзеоба», 2011 г.
- Торжественный вечер (Литературная премия) в номинации: «Лучшая книга года» за сборник стихов «Белые рыцари», 2011 г.
- Победитель фестиваля Святой Нино, 2011 г.
- Приз и медаль фестиваля «Душа Грузии», 2012 г.
- Первая премия литературного конкурса «Шотаоба», 2012 г.
- Литературная премия Сагурамо в номинации «Поэзия», 8 ноября 2013 г.
- Лауреат литературной премии Хварамзеоби, 2015, 2016
- Обладатель премии "Верность" Годердзи Чохели в миниатюрной прозе, 2014, 2015, 2016
- Детско-юношеская литературная премия имени Якоба Гогебашвили в номинации «Лучший поэтический сборник года» за книгу «Веселые рецепты», 2017 г.
- Номинация на соискание Международной мемориальной премии Астрид Линдгрен (ALMA), 2019 [11] и 2020
- Литературная премия Якоба Гогебашвили « Дети и подростки» в номинации «Инновационный проект для детей и подростков» за телепроект «Клуб До» (совместно с Нино Чхиквадзе), 2019 г.

### Детские книги
- Брэнди-Брунди, 2005, ISBN 99940-27-66-2
- О Талисман Солнца, 2009, ISBN 978-9941-9073-3-3
- Naninebi (с аудио компакт-диском), 2009, ISBN 978-9941-9073-2-6
- Уличные и уличные фонари, 2010, ISBN 978-9941-9152-2-2
- Давайте подружимся с мыльными пузырями, 2010, ISBN 978-9941-9152-1-5
- Стихи-раскраски, 2010, ISBN 978-9941-9109-9-9
- Смешные числа, 2010, ISBN 978-9941-9121-8-4
- Чичита, 2011, ISSN 1987-7005; ISBN 978-99940-24-63-6
- Была сказка, 2011, ISBN 978-9941-433-19-1
- Царство алфавита, 2012, ISBN 978-9941-442-10-0 [6]
- Грузинский алфавит, 2013, ISBN 978-9941-15-754-7
- Веселые рецепты, 2016

### Переведенные книги
- Стихи Мариам Циклаури в сборнике: Я много (женские голоса из Грузии) Поэтический сборник двенадцати грузинских писательниц в переводе Сабины Шиффнер, автора проекта Ирмы Шиолашвили , Pop-Verlag Ludwigsburg Publishing

### Переводы
- Гиоргос Сеферис - Оборот (серия лауреатов Нобелевской премии), Тбилиси, Интеллект, 2015, ISBN 978-9941-454-52-3
- Odysseas Elytis - Seven Days For Iternety (серия лауреатов Нобелевской премии), Тбилиси, Intellect Publishing, 2015, ISBN 978-9941-454-53-0
- Владас Бразиунас - Открытие дня , Тбилиси, Издательство и литературное агентство Нодара Думбадзе, 2018, ISBN 978-9941-9554-9-5
- Наталья Трохим - Утомленное солнце , Тбилиси, Издательско-литературное агентство Нодара Думбадзе, 2018, ISBN 978-9941-9554-4-0